# Boris Ruge

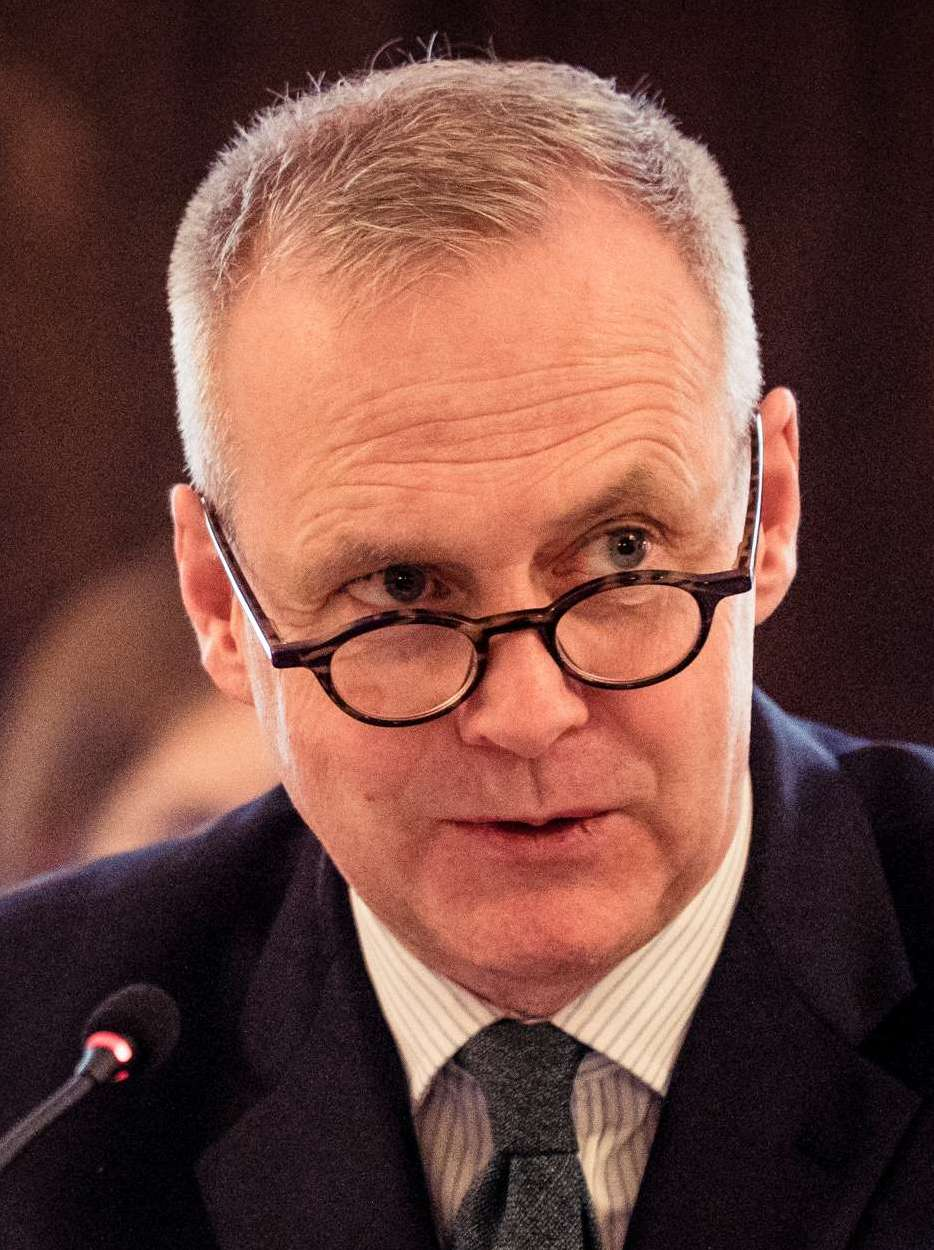
Boris Ruge (2020)

Boris Ruge (* 18. April 1962 in Köln) ist ein deutscher Diplomat. Seit 2023 ist er Beigeordneter Generalsekretär der NATO für politische Angelegenheiten und Sicherheitspolitik. Von 2019 bis 2023 war er Stellvertretender Vorsitzender (Vice-Chairman) der Münchner Sicherheitskonferenz (MSC). Zuvor war er von 2014 bis 2016 als deutscher Botschafter in Saudi-Arabien tätig.

## Leben
Boris Ruge ist der Sohn der Gräfin Fredeke von der Schulenburg und des Journalisten Gerd Ruge und Bruder der Verlegerin Elisabeth Ruge. Sein Großvater mütterlicherseits war der Widerstandskämpfer des 20. Juli 1944 Fritz-Dietlof von der Schulenburg. Infolge der Tätigkeit des Vaters beim ARD-Auslandsstudio in Washington, D.C. verbrachte er die ersten Jahre seines Lebens in den Vereinigten Staaten. Um 1970 kehrte die Familie zurück nach Deutschland (Bad Godesberg). Da der Vater viel auf Reisen war, gingen Boris Ruge und seine Schwester auf das Internat der Odenwaldschule in Hessen. Nach dem Abitur und der Ableistung des Wehrdienstes bei der Luftwaffe begann er 1983 ein Studium der Geschichte an der Universität zu Köln, das er zwischen 1985 und 1988 an der University of North Carolina at Chapel Hill und am Bologna Center der Paul H. Nitze School of Advanced International Studies der Johns Hopkins University fortsetzte; in Bologna studierte Ruge Politikwissenschaften und Volkswirtschaft.

## Laufbahn
1989 trat Ruge in den höheren Auswärtigen Dienst ein. Nach dem Vorbereitungsdienst war er bis 1992 Referent in der Politischen Abteilung des Auswärtigen Amtes in Bonn. Im Anschluss war Ruge bis 1996 als Politischer Referent und Mitglied der Sicherheitsrats-Delegation der Ständigen Vertretung bei den Vereinten Nationen in New York City eingesetzt. Zwischen 1996 und 1999 war er Leiter der Presse-, Kultur- und Konsularreferate der Botschaft in Dänemark. 1999, während der Operation „Allied Force“ im Kosovo, fungierte Ruge als Verbindungsbeamter beim „Media Operations Center“ im NATO-Hauptquartier in Brüssel und, nach Verlegung der der NATO-Truppen, im Hauptquartier der KFOR (Kosovo Force) in Priština.
Nach einer Verwendung im Personalreferat des Auswärtigen Amtes war er von 2001 bis 2002 als Erster Politischer Berater beim Kommandeur der KFOR im Kosovo tätig. Danach war er von 2002 bis 2005 Stellvertretender Leiter des Referats Europäische Sicherheits- und Verteidigungspolitik im Auswärtigen Amt. 2005 absolvierte einen Jahreskurs am Royal College of Defence Studies (RCDS) in London. Von 2006 bis 2008 war er Leiter der Politischen Abteilung im Büro der Hohen Repräsentanten und EU-Sonderbeauftragten in Bosnien und Herzegowina, Christian Schwarz-Schilling und Miroslav Lajčák.
2008 kehrte Ruge ins Auswärtige Amt nach Berlin zurück. Bis 2011 leitete er das Referat Nahost und war danach bis 2014 Beauftragter für Nah- und Mittelost und Maghreb. Im Juni 2014 wurde Ruge Botschafter der Bundesrepublik Deutschland im Königreich Saudi-Arabien. Er wurde damit Nachfolger von Dieter W. Haller, der zum Leiter der Wirtschaftsabteilung im Auswärtigen Amt berufen wurde. Am 29. August 2014 war Ruge von König Abdullah ibn Abd al-Aziz zur Überreichung seines Beglaubigungsschreibens empfangen worden. Von 2016 bis 2019 war Ruge als Gesandter und Ständiger Vertreter des Botschafters an der Deutschen Botschaft Washington tätig.
Im Juni 2019 wurde seine Ernennung zum Stellvertretenden Vorsitzenden der Münchner Sicherheitskonferenz (MSC) bekanntgegeben. Als stellvertretender Vorsitzender war Ruge mitverantwortlich für die Veranstaltungen und Publikationen der Sicherheitskonferenz. Nach seiner Rückkehr zum Auswärtigen Dienst im April 2023 wurde Ruge im September 2023 zum beigeordneten Generalsekretär der NATO für politische Angelegenheiten und Sicherheitspolitik (Assistant Secretary General for Political Affairs and Security Policy) ernannt. Als solcher leitet er auch die Abteilung für politische Angelegenheiten und Sicherheitspolitik des Internationalen Stabes im NATO-Hauptquartier in Brüssel. Seit September 2023 ist Ruge Beigeordneter Generalsekretär der NATO für politische Angelegenheiten und Sicherheitspolitik. Von September bis Dezember 2024 war Ruge zudem kommissarisch stellvertretender Generalsekretär der NATO.

## Familie
Ruge ist verheiratet und hat vier Kinder.

## Mitgliedschaften
Ruge ist Mitglied im Beirat des New Bridge-Programms der Atlantik-Brücke. Ab 2005 war er Mitglied der Präsidialversammlungen des Deutschen Evangelischen Kirchentages. 2020 war er Mitglied der Distinguished Reflection Group on Transatlantic China Policy von Aspen Institute, Merics und MSC.

## Veröffentlichungen
- Tyskere imod Hitler. Fem diplomater i København, Herausgeber, Deutsche Botschaft, Kopenhagen 1999
- Gedenken an Georg Ferdinand Duckwitz (1904–1973), Herausgeber, Auswärtiges Amt, Berlin 2004
- Für Europa ist es eine Überlebensfrage, Wolfgang Ischinger und Boris Ruge, Die Zeit, 2. April 2020
- Zeitenwende in Germany’s Foreign Policy?, Boris Ruge, LMC 2022, April 2022
- Reforming Germany’s National Security Architecture, Boris Ruge, MSC Blog, 16. Mai 2022
- Nationale Sicherheitsstrategie: Schreiben ist gut, Umsetzen ist besser, Sarah Brockmeier und Boris Ruge, +49 security, 22. September 2022
- Future-Proofing Transatlantic Relations (III): Keeping the Transatlantic Mojo, Boris Ruge, Internationale Politik Quarterly, 29. September 2022